# Haidilao
Die Haidilao International Holding Ltd., bekannt unter dem Namen Haidilao (chinesisch: 海底捞; pinyin: Hǎidǐlāo) ist eine chinesische Kette von Feuertopf-Restaurants, deren Restaurants in der Regel unter dem Namen Haidilao Hot Pot firmieren. Sie wurde 1994 in Jianyang, Sichuan, gegründet. Haidilao ist die größte Feuertopf-Kette in China, wo sie durch würzige Brühen und besondere Dienstleistungen weit verbreitet ist. Mit der Expansion von Haidilao gibt es auch viele Restaurants außerhalb Chinas, wie in Singapur, London und New York. In den Restaurants der Kette können Gäste sich Gerichte selbst zusammenstellen und in einer Brühe kochen lassen. 2020 betrieb die Kette über 1300 Restaurants weltweit, davon 93 außerhalb von China.

## Geschichte
Der Name des Unternehmens leitet sich von dem Begriff Haidilao aus dem Spiel Mah-Jongg ab, der wörtlich übersetzt "tiefes Meer ausbaggern" bedeutet, analog zu dem Akt, ein Mah-Jongg-Gewinnblatt zu vervollständigen, indem man das letzte verfügbare Plättchen im Spiel aufhebt. Dies ist sehr selten und gilt als großer Glücksfall. Zhang Yong ist der Gründer von Haidilao und eröffnete im März 1994 zusammen mit drei anderen Gründern mit 8.000 Renminbi das erste Haidilao-Restaurant in Jianyang in der Provinz Sichuan. Sichuan ist ein Ort, an dem häufig Feuertopf gegessen wird. Nach fünf Jahren expandierte das Unternehmen in weitere Provinzen Chinas.
Das Unternehmen eröffnete 2012 in Clarke Quay, Singapur, sein erstes Restaurant außerhalb des chinesischen Festlands. Im September 2013 folgte die erste Filiale in den USA in Kalifornien. Haidilao baute sein Netzwerk im Ausland weiter aus und betrat 2014 den südkoreanischen, 2015 den taiwanesischen und japanischen und 2017 den Hongkonger Markt. 2018 wurde das Unternehmen an die Börse von Hongkong gelistet.

## Galerie

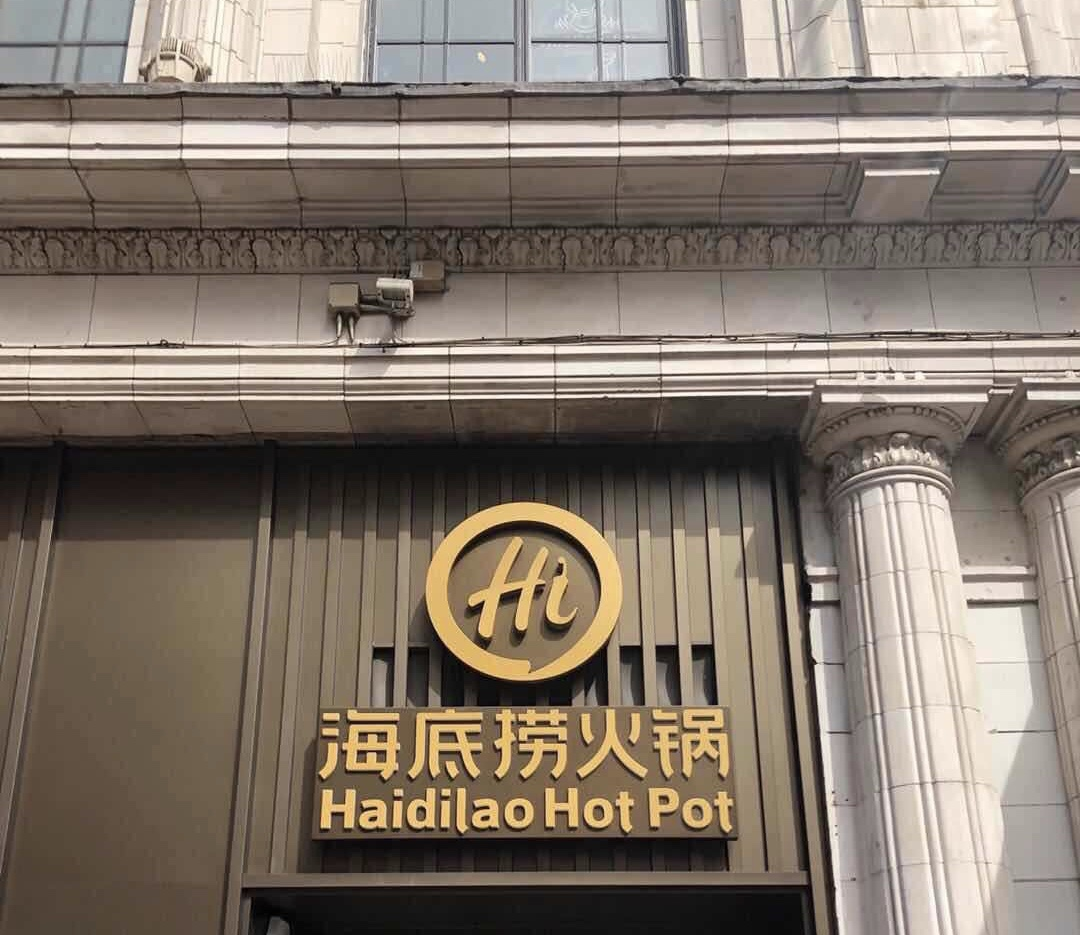
Haidilao in London
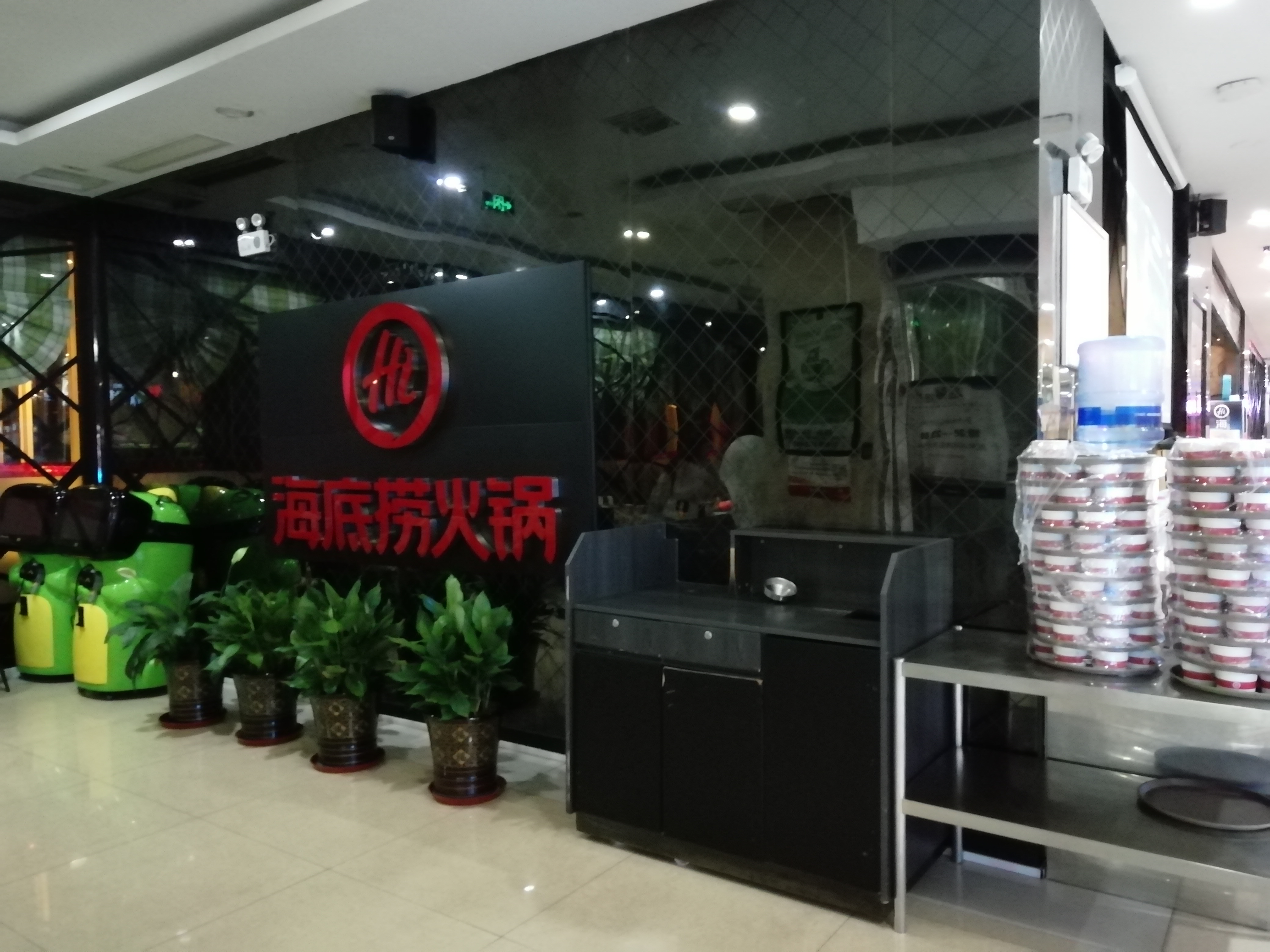
Haidilao in Suzhou
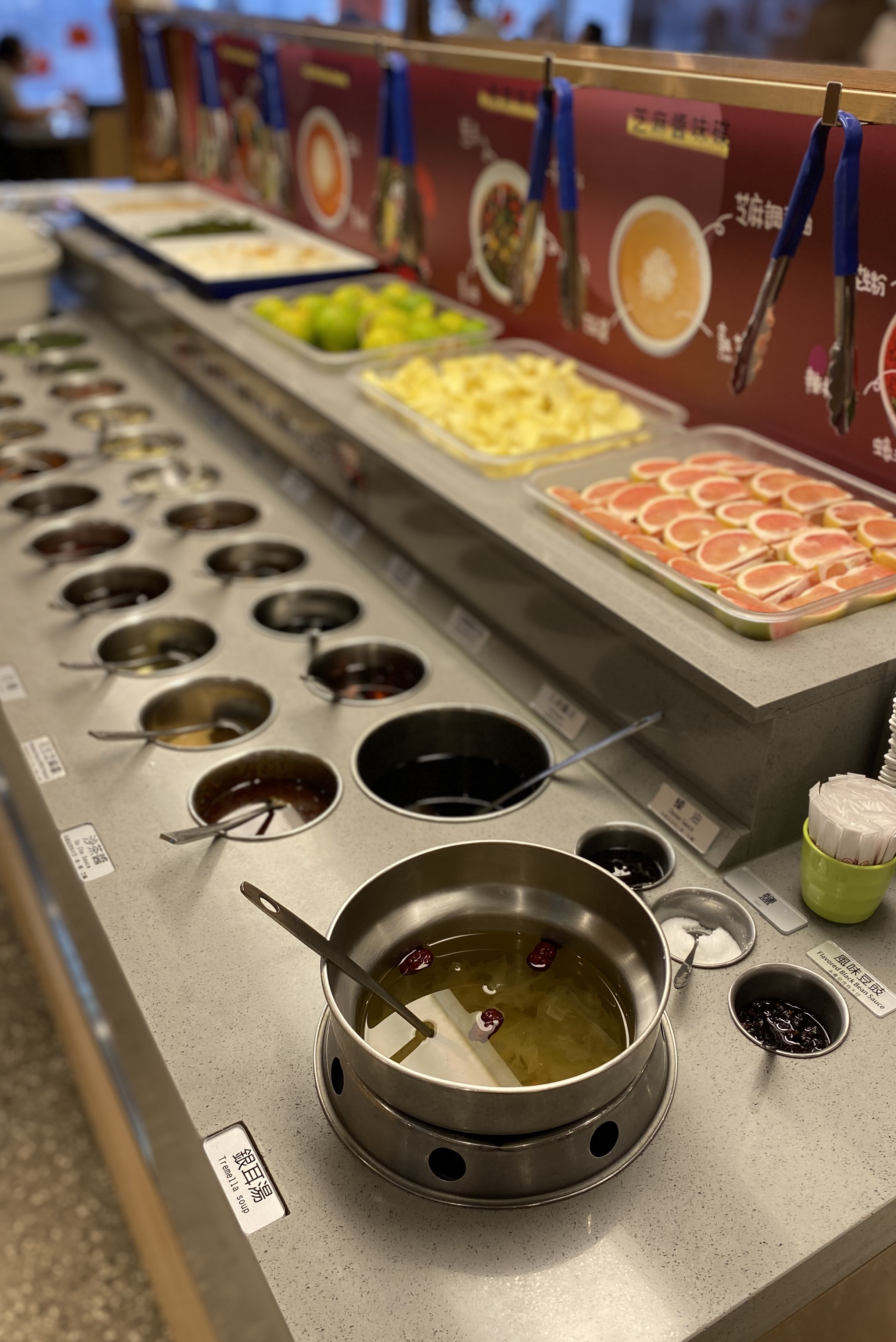
Bar zur Selbstbedienung in einem Restaurant
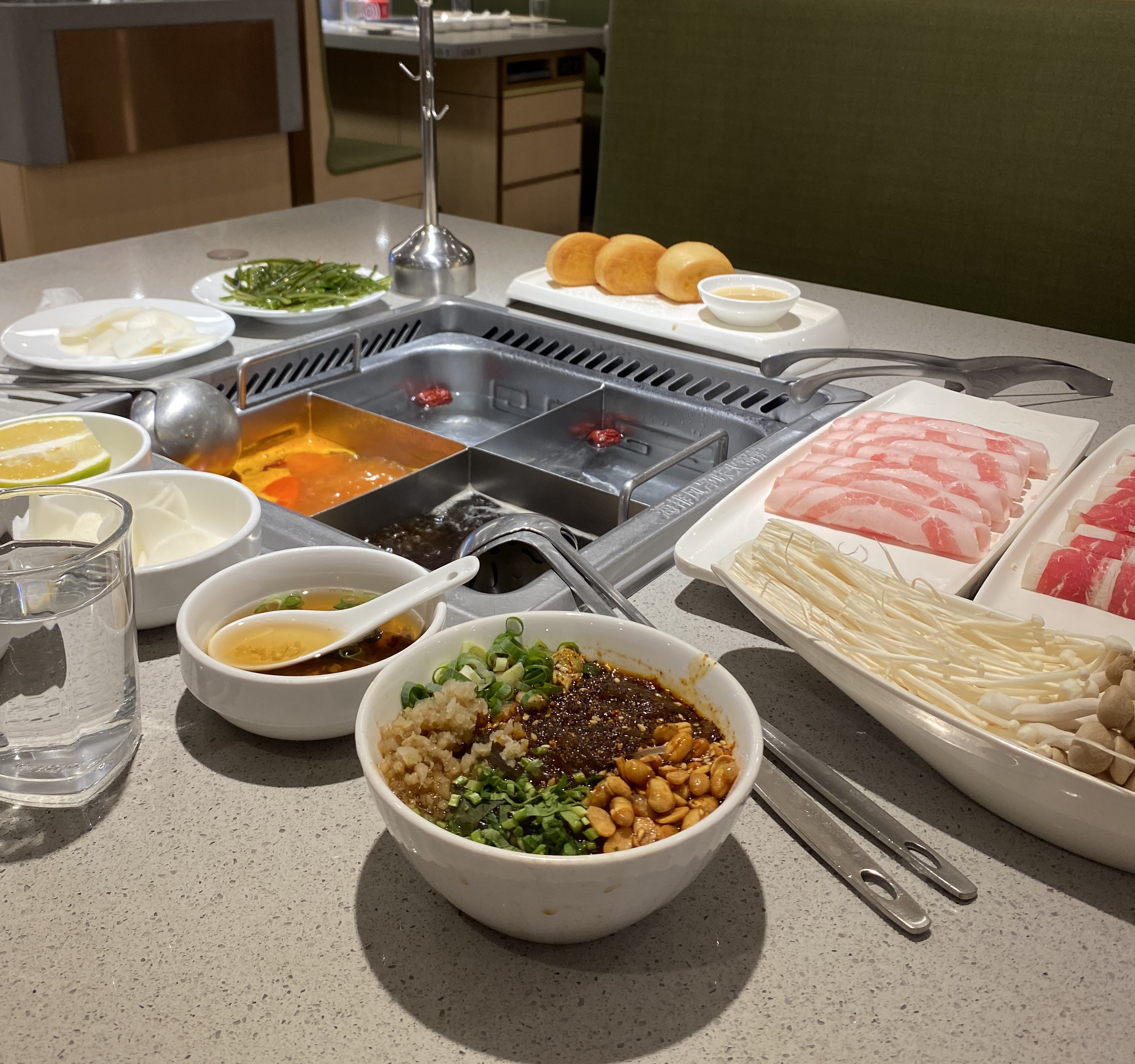
Haidilao-Feuertopf
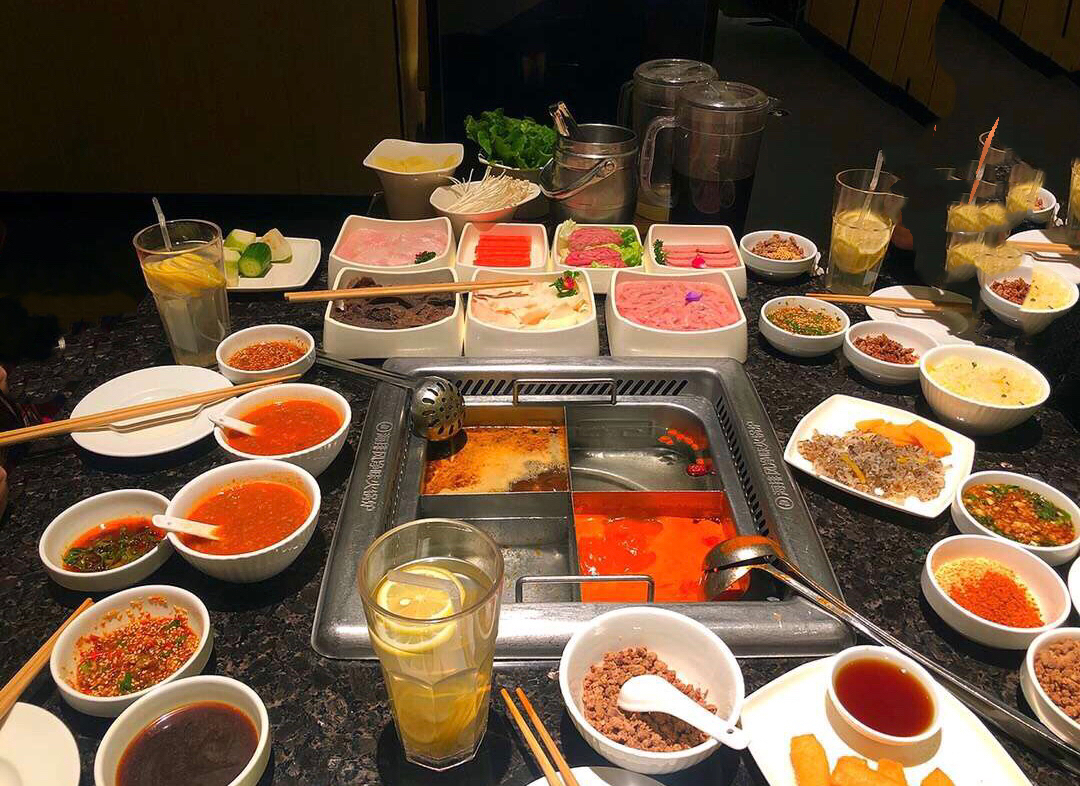
Haidilao-Feuertopf